# دربا
دربا (به آلمانی: Dreba) یک شهر در آلمان است که در زاله-ارلا واقع شده‌است. دربا ۲۸۴ نفر جمعیت دارد.